# Michael Lonsdale
Michael Lonsdale, även Alfred de Turris, ursprungligen Michael Edward Lonsdale-Crouch, född 24 maj 1931 i Paris,, död 21 september 2020 i Paris, var en fransk skådespelare. Lonsdale är kanske främst känd för sin roll i Schakalen (1973) och som Hugo Drax i James Bond-filmen Moonraker (1979).

## Biografi
Lonsdale föddes i Paris som son till en engelsk far och en fransk-irländsk mor, vilket förklarar hans engelskklingande namn. Han växte också delvis upp på Guernsey men återvände till Frankrike som 20-åring.

## Filmografi (urval)
- 1973 – Schakalen
- 1974 – Stavinsky
- 1975 – India Song
- 1979 – Moonraker
- 1982 – Vinnare och förlorare (TV-serie)
- 1985 – Träffpunkt Genéve
- 1986 – Rosens namn
- 1998 – Ronin
- 2000 – Gudar och människor
- 2004 – Kärlek tur & retur
- 2005 – München
- 2009 – Agora